# Fußball-Bayernliga (Frauen)
Die Bayernliga ist die höchste Spielklasse auf dem Gebiet des Bayerischen Fußball-Verbandes. Seit der Wiedereinführung der Regionalliga Süd zur Saison 2007/08 ist die Bayernliga die vierthöchste Liga im deutschen Ligensystem der Frauen. Zuvor stellte die Liga auch nach Gründung der 2. Frauen-Bundesliga 2004 zunächst die dritthöchste Spielklasse dar. 
Die Liga besteht in der Regel aus 12 Mannschaften, die jeweils in einem Heim- und Auswärtsspiel – aufgeteilt auf eine Hin- und Rückrunde – gegeneinander spielen. Der Meister steigt in die Regionalliga Süd auf; zwei Mannschaften steigen in die Landesliga ab.

## Teilnehmer der Saison 2025/26
In der Saison 2025/26 nehmen die folgenden Mannschaften an der Bayernliga teil:
- TSV Schwaben Augsburg (Absteiger)
- 1. FFC Hof (Absteiger)
- TuS Bad Aibling
- FC Forstern
- FC Ingolstadt 04 II
- FC Stern München
- FC Ruderting
- TSV Theuern
- SV 67 Weinberg II
- Würzburger Kickers
- 1. FC Nürnberg II (Aufsteiger)
- SC Regensburg (Aufsteiger)

## Meister
Die folgenden Auflistungen enthalten nur die Meister seit der Saison 2004/05. Die Saison 2019/20 wurde aufgrund der COVID-19-Pandemie zunächst unterbrochen und in die nachfolgende Spielzeit hinein verlängert, dann aber schließlich unter Anwendung der Quotientenregel abgebrochen.

### Liste der Meister
- 2004/05: FC Bayern München II
- 2005/06: SC Regensburg
- 2006/07: FC Bayern München II
- 2007/08: TSV Pfersee Augsburg
- 2008/09: 1. FC Nürnberg
- 2009/10: ETSV Würzburg
- 2010/11: TSV Schwaben Augsburg
- 2011/12: FC Memmingen
- 2012/13: 1. FC Nürnberg
- 2013/14: FC Ingolstadt 04
- 2014/15: SV Frauenbiburg
- 2015/16: SC Regensburg
- 2016/17: SpVgg Greuther Fürth
- 2017/18: FC Forstern
- 2018/19: SC Würzburg Heuchelhof
- 2019/20: SV Frauenbiburg
- 2021/22: 1. FFC Hof
- 2022/23: Würzburger Kickers
- 2023/24: TSV Schwaben Augsburg
- 2024/25: SpVgg Greuther Fürth

### Rekordsieger
| Platz | Verein                 | Titel | Jahre              |
| ----- | ---------------------- | ----- | ------------------ |
| 1.    | TSV Schwaben Augsburg  | 2     | 2011, 2024         |
| 1.    | SV Frauenbiburg        | 2     | 2015, 2020         |
| 1.    | SpVgg Greuther Fürth   | 2     | 2017, 2025         |
| 1.    | FC Bayern München      | 2     | 2005 (a), 2007 (a) |
| 1.    | 1. FC Nürnberg         | 2     | 2009, 2013         |
| 1.    | SC Regensburg          | 2     | 2006, 2016         |
| 7.    | TSV Pfersee Augsburg   | 1     | 2008               |
| 7.    | FC Forstern            | 1     | 2018               |
| 7.    | 1. FFC Hof             | 1     | 2022               |
| 7.    | FC Ingolstadt 04       | 1     | 2014               |
| 7.    | FC Memmingen           | 1     | 2012               |
| 7.    | ETSV Würzburg          | 1     | 2010               |
| 7.    | SC Würzburg Heuchelhof | 1     | 2019               |
| 7.    | Würzburger Kickers     | 1     | 2023               |